# Маасдам (сирене)
Маасдам (на нидерландски: Maasdam) е вид холандско сирене в швейцарски стил, произведено от краве мляко. То е на трето място по популярност в родината си след Едамер и Гауда.

## История
Името си сиренето дължи на холандското село Маасдам, където за първи път започнали да го произвеждат през ХІV век. Промишленото производство на Маасдам в настоящите му вид и качества започва в началото на 1990-те години като алтернатива на по-скъпото швейцарско сирене Ементал. Въпреки че има прилики с Ементал, то е с по-високо съдържание на влага и по меко и еластично.

## Характеристика
Маасдам се отличава с мека и пластична консистенция и нежен, сладко-орехов вкус, който се дължи на бактериите, които се добавят в процеса на производството на сиренето. Сиренето има жълта кора, понякога покрита с восък. В сърцевината на сиренето има големи дупки – 10 – 13 мм., които се образуват по време на зреене на сиренето. Под въздействивето на млечнокиселите бактерии се отделя въглероден диоксид, който образува мехурчета във вътрешността, които в процеса на узряване остават кухи и образуват характерните дупки в сиренето.
В 100 гр. сирене се съдържат около 360 ккал, 28 гр. белтъчини, 28 гр. мазнини, 0 гр. въглехидрати. Маслеността обикновено е около 45 %.
Маасдам може да се използва както самостоятелно за приготвянето на сандвичи и закуски, така и като съставна част на различни ястия, сосове и десерти. Съчетава се подходящо със сладки вина и плодове.

## Производство
Обикновено Маасдам се прави от краве мляко, но съществуват видове и от козе мляко. Произвежда се на кръгли пити с тегло 12 – 13 кг, като на пазара се предлагат и по малки пити с тегло до 1 кг. За зреенето на Маасдам са необходими не по-малко от 5 седмици.
Сиренето Маасдам се произвежда и в Германия, където се формова на пити с тегло около 15 кг.